# Mistrovství Evropy ve fotbale 1980
Mistrovství Evropy ve fotbale v roce 1980  se uskutečnilo v Itálii. Závěrečný turnaj byl oproti předchozím ročníkům rozšířen na osm týmů. Do finále se dle očekávání probojovalo Německo, překvapením byl druhý finalista – mužstvo Belgie, pro něhož postup do finále znamenal historický úspěch. Další z velkých favoritů, domácí Itálie skončila na čtvrtém místě, když v boji o bronz podlehla výběru Československa v penaltovém rozstřelu.

## Stupně vítězů
| Zlato                        | Stříbro | Bronz          | 4. místo |
| ---------------------------- | ------- | -------------- | -------- |
| NSR – druhý titul v historii | Belgie  | Československo | Itálie   |

## Kvalifikace
Kvalifikace hrané v letech 1978 až 1980 se zúčastnilo 31 reprezentací, které byly rozlosovány do 7 skupin po pěti, resp. čtyřech týmech. Ve skupinách se utkal každý s každým doma a venku. Vítězové skupin postoupili na závěrečný turnaj, kde se přidali k pořadatelské Itálii.

### Kvalifikované týmy
| Vlajka    | Stát      | Soupisky | Vlajka         | Stát           | Soupisky |
| --------- | --------- | -------- | -------------- | -------------- | -------- |
| Belgie    | Belgie    | Soupiska | Československo | Československo | Soupiska |
| Anglie    | Anglie    | Soupiska | Řecko          | Řecko          | Soupiska |
| Itálie    | Itálie    | Soupiska | Nizozemsko     | Nizozemsko     | Soupiska |
| Španělsko | Španělsko | Soupiska | Německo        | Německo        | Soupiska |

## Stadiony
| Řím                       | Milán                     | Neapol                    | Turín                     |
| ------------------------- | ------------------------- | ------------------------- | ------------------------- |
| Stadio Olimpico           | Giuseppe Meazza           | Stadio San Paolo          | Stadio Comunale           |
| Kapacita stadionu: 86 500 | Kapacita stadionu: 85 700 | Kapacita stadionu: 72 800 | Kapacita stadionu: 50 000 |

## Skupinová fáze

### Skupina A
| Tým            | Z | V | R | P | VG | IG | +/− | B |
| -------------- | - | - | - | - | -- | -- | --- | - |
| SRN            | 3 | 2 | 1 | 0 | 4  | 2  | +2  | 5 |
| Československo | 3 | 1 | 1 | 1 | 4  | 3  | +1  | 3 |
| Nizozemsko     | 3 | 1 | 1 | 1 | 4  | 4  | 0   | 3 |
| Řecko          | 3 | 0 | 1 | 2 | 1  | 4  | −3  | 1 |

| 11. června 1980 17:45 |        |                |                                                                           |
| Československo        | 0 – 1  | SRN            | Stadio Olimpico, Řím diváci: 11 059 rozhodčí: Alberto Michelotti (Itálie) |
|                       | Report | Rummenigge 57' | Stadio Olimpico, Řím diváci: 11 059 rozhodčí: Alberto Michelotti (Itálie) |

| 11. června 1980 20:30 |        |       |                                                                      |
| Nizozemsko            | 1 – 0  | Řecko | Stadio San Paolo, Neapol diváci: 14 990 rozhodčí: Adolf Prokop (NDR) |
| Kist 65' (pen.)       | Report |       | Stadio San Paolo, Neapol diváci: 14 990 rozhodčí: Adolf Prokop (NDR) |

| 14. června 1980 17:45 |        |                                   |                                                                          |
| SRN                   | 3 – 2  | Nizozemsko                        | Stadio San Paolo, Neapol diváci: 26 546 rozhodčí: Robert Wurtz (Francie) |
| Allofs 20', 60', 65'  | Report | Rep 79' (pen.) van de Kerkhof 85' | Stadio San Paolo, Neapol diváci: 26 546 rozhodčí: Robert Wurtz (Francie) |

| 14. června 1980 20:30 |        |                                 |                                                                     |
| Řecko                 | 1 – 3  | Československo                  | Stadio Olimpico, Řím diváci: 4 726 rozhodčí: Pat Partridge (Anglie) |
| Anastopoulos 14'      | Report | Panenka 6' Vízek 26' Nehoda 63' | Stadio Olimpico, Řím diváci: 4 726 rozhodčí: Pat Partridge (Anglie) |

| 17. června 1980 17:45 |        |                |                                                             |
| Nizozemsko            | 1 – 1  | Československo | San Siro, Milán diváci: 11 889 rozhodčí: Hilmi Ok (Turecko) |
| Kist 59'              | Report | Nehoda 16'     | San Siro, Milán diváci: 11 889 rozhodčí: Hilmi Ok (Turecko) |

| 17. června 1980 20:30 |        |     |                                                                          |
| Řecko                 | 0 – 0  | SRN | Stadio Comunale, Turín diváci: 13 901 rozhodčí: Brian McGinlay (Skotsko) |
|                       | Report |     | Stadio Comunale, Turín diváci: 13 901 rozhodčí: Brian McGinlay (Skotsko) |

### Skupina B
| Tým       | Z | V | R | P | VG | IG | +/− | B |
| --------- | - | - | - | - | -- | -- | --- | - |
| Belgie    | 3 | 1 | 2 | 0 | 3  | 2  | +1  | 4 |
| Itálie    | 3 | 1 | 2 | 0 | 1  | 0  | +1  | 4 |
| Anglie    | 3 | 1 | 1 | 1 | 3  | 3  | 0   | 3 |
| Španělsko | 3 | 0 | 1 | 2 | 2  | 4  | −2  | 1 |

| 12. června 1980 17:45 |        |             |                                                                       |
| Belgie                | 1 – 1  | Anglie      | Stadio Comunale, Turín diváci: 15 186 rozhodčí: Heinz Aldinger ((NSR) |
| Ceulemans 29'         | Report | Wilkins 26' | Stadio Comunale, Turín diváci: 15 186 rozhodčí: Heinz Aldinger ((NSR) |

| 12. června 1980 20:30 |        |        |                                                                    |
| Španělsko             | 0 – 0  | Itálie | San Siro, Milán diváci: 46 816 rozhodčí: Károly Palotai (Maďarsko) |
|                       | Report |        | San Siro, Milán diváci: 46 816 rozhodčí: Károly Palotai (Maďarsko) |

| 15. června 1980 17:45 |        |           |                                                                      |
| Belgie                | 2 – 1  | Španělsko | San Siro, Milán diváci: 11 430 rozhodčí: Charles Corver (Nizozemsko) |
| Gerets 17' Cools 65'  | Report | Quini 36' | San Siro, Milán diváci: 11 430 rozhodčí: Charles Corver (Nizozemsko) |

| 15. června 1980 20:30 |        |              |                                                                           |
| Anglie                | 0 – 1  | Itálie       | Stadio Comunale, Turín diváci: 59 646 rozhodčí: Nicolae Rainea (Rumunsko) |
|                       | Report | Tardelli 79' | Stadio Comunale, Turín diváci: 59 646 rozhodčí: Nicolae Rainea (Rumunsko) |

| 18. června 1980 17:45 |        |                           |                                                                             |
| Španělsko             | 1 – 2  | Anglie                    | Stadio San Paolo, Neapol diváci: 14 440 rozhodčí: Erich Linemayr (Rakousko) |
| Dani 48' (pen.)       | Report | Brooking 19' Woodcock 61' | Stadio San Paolo, Neapol diváci: 14 440 rozhodčí: Erich Linemayr (Rakousko) |

| 18. června 1980 20:30 |        |        |                                                                             |
| Itálie                | 0 – 0  | Belgie | Stadio Olimpico, Řím diváci: 42 318 rozhodčí: António Garrido (Portugalsko) |
|                       | Report |        | Stadio Olimpico, Řím diváci: 42 318 rozhodčí: António Garrido (Portugalsko) |

## Vyřazovací fáze

### O bronz
| 21. června 1980 20:30 |        |              |                                                                             |
| Československo        | 1 – 1  | Itálie       | Stadio San Paolo, Neapol diváci: 24 652 rozhodčí: Erich Linemayr (Rakousko) |
| Jurkemik 54'          | Report | Graziani 73' | Stadio San Paolo, Neapol diváci: 24 652 rozhodčí: Erich Linemayr (Rakousko) |

|                                                                 |       | Penaltový rozstřel                                                         |  |
| Masný Nehoda Ondruš Jurkemik Panenka Gögh Gajdůšek Kozák Barmoš | 9 – 8 | Causio Altobelli Baresi Cabrini Benetti Graziani Scirea Tardelli Collovati |  |

### Finále
| 22. června 1980 20:30   |        |                   |                                                                         |
| Belgie                  | 1 – 2  | SRN               | Stadio Olimpico, Řím diváci: 47 864 rozhodčí: Nicolae Rainea (Rumunsko) |
| Vandereycken 75' (pen.) | Report | Hrubesch 10', 88' | Stadio Olimpico, Řím diváci: 47 864 rozhodčí: Nicolae Rainea (Rumunsko) |

Nejlepší střelec (celkem): Kevin Keegan (Anglie) – 7 gólů

Nejlepší střelec finálového turnaje: Klaus Allofs (NSR) – 3 góly

## All-stars[2]

### Itálie 1980
- Dino Zoff
- Claudio Gentile
- Karlheinz Förster
- Gaetano Scirea
- Hans-Peter Briegel
- Jan Ceulemans
- Marco Tardelli
- Bernd Schuster
- Hansi Müller
- Karl-Heinz Rummenigge
- Horst Hrubesch